# Pryorsburg, Kentucky
Pryorsburg, Kentucky (енгл. Pryorsburg) насељено је место без административног статуса у америчкој савезној држави Кентаки.

## Демографија
По попису из 2010. године број становника је 311.
| Група             | 2000.    | 2010.       |
| Белци             | 0 (0,0%) | 276 (88,7%) |
| Афроамериканци    | 0 (0,0%) | 15 (4,8%)   |
| Азијати           | 0 (0,0%) | 1 (0,3%)    |
| Хиспаноамериканци | 0 (0,0%) | 12 (3,9%)   |
| Укупно            | 0        | 311         |